# Jiyang
Der Stadtbezirk Jiyang (chinesisch 济阳区, Pinyin Jìyáng Qū) ist ein Stadtbezirk in der chinesischen Provinz Shandong. Er gehört zum Verwaltungsgebiet der Unterprovinzstadt Jinan. Seine Fläche beträgt 1.097 km², die Einwohnerzahl 517.948 (Stand: Zensus 2010). Sein Hauptort ist die Großgemeinde Jiyang (濟陽鎮 / 济阳镇).